# Kuollutlompolo
Kuollutlompolo är en sjö i Kiruna kommun i Lappland och ingår i Torneälvens huvudavrinningsområde. Sjön har en area på 0,0938 kvadratkilometer och ligger 413,2 meter över havet. Kuollutlompolo ligger i Torneträsk-Soppero fjällurskog Natura 2000-område. Sjön avvattnas av vattendraget Myllyjoki (Kuormakkajoki).

## Delavrinningsområde
Kuollutlompolo ingår i det delavrinningsområde (757201-175798) som SMHI kallar för Inloppet i Kuormakkajärvi. Medelhöjden är 464 meter över havet och ytan är 38 kvadratkilometer. Det finns inga avrinningsområden uppströms utan avrinningsområdet är högsta punkten. Myllyjoki (Kuormakkajoki) som avvattnar avrinningsområdet har biflödesordning 3, vilket innebär att vattnet flödar genom totalt 3 vattendrag innan det når havet efter 368 kilometer. Avrinningsområdet består mestadels av skog (50 procent) och sankmarker (46 procent). Avrinningsområdet har 1,03 kvadratkilometer vattenytor vilket ger det en sjöprocent på 2,7 procent.